# 棋王戦 (韓国)
棋王戦（きおうせん、기왕전）は、韓国の囲碁の棋戦。1974年に創設。1995年20期まで実施され、1996年からLG杯世界棋王戦に発展解消。
- 主催 朝鮮日報

挑戦手合は、第2-6、15-20期は五番勝負、7-14期は七番勝負。

## 歴代優勝者と挑戦手合
（左が優勝者）
1. 1974年 鄭昌鉉 - 河燦錫
2. 1976年 金熙中 3-2 鄭昌鉉
3. 1977年 金寅 3-0 金熙中
4. 1978年 金熙中 3-1 金寅
5. 1979年 曺薫鉉 3-1 金熙中
6. 1981年 曺薫鉉 3-1 徐奉洙
7. 1982年 曺薫鉉 4-1 徐奉洙
8. 1983年 徐奉洙 4-3 曺薫鉉
9. 1984年 曺薫鉉 4-1 徐奉洙
10. 1985年 曺薫鉉 4-0 徐奉洙
11. 1986年 曺薫鉉 4-1 徐奉洙
12. 1987年 曺薫鉉 4-0 張斗軫
13. 1988年 徐奉洙 4-3 曺薫鉉
14. 1989年 曺薫鉉 4-1 徐奉洙
15. 1990年 曺薫鉉 3-1 徐奉洙
16. 1991年 曺薫鉉 3-1 徐奉洙
17. 1992年 曺薫鉉 3-0 徐奉洙
18. 1993年 李昌鎬 3-1 曺薫鉉
19. 1994年 李昌鎬 3-1 劉昌赫
20. 1995年 曺薫鉉 3-2 李昌鎬